# Назаровка (Донецкая область)
Наза́ровка (укр. Назарівка) — село в Никольском районе Донецкой области, Украина
Код КОАТУУ — 1421785005. Население по переписи 2001 года составляет 92 человека. Почтовый индекс — 87022. Телефонный код — 6246.
Основано в 1926 году Назаренко Ефимом Антоновичем.

## Местный совет
Село входит в состав Новокрасновского сельского совета.
Адрес местного совета: 87022, Донецкая область, Никольский р-н, с. Новокрасновка, ул.Дзержинского, 42.